# Нижнетобольное
Нижнетобольное (до 1964 — Менщиково) — село в Белозерском районе Курганской области. Административный центр Нижнетобольного сельсовета.

## География
Расположено на левом (западном) берегу реки Тобол, на расстоянии 5 км (8 км по автодороге) к юго-востоку от с. Белозерского и 40 км (46 км по автодороге) к северо-востоку от города Курган.

### Часовой пояс
Нижнетобольное, как и вся Курганская область, находится в часовой зоне МСК+2. Смещение применяемого времени относительно UTC составляет +5:00.

## История

### Археологические памятники
В окрестностях села есть археологические памятники:
| Наименование                            | Местонахождение                                            | Дополнительная информация    |
| --------------------------------------- | ---------------------------------------------------------- | ---------------------------- |
| Нижне-Тобольное, городище - I (Савин-2) | 4 км к востоку от с. Нижнетобольное, правый берег р. Тобол | VII в. до н.э. - III в. н.э. |
| Нижне-Тобольное, поселение-1            | В 4 км к северо-востоку от с. Нижнетобольное               |                              |

### История села
Основателем деревни является Федка Констянтинов сын Менщиков, родом из Чубаровской слободы Тобольского уезда, в Белозерскую слободу пришел в 7191 (1682/83) году. По Переписной книге дворов Тобольского уезда, датируемой по времени пребывания в Тобольске письменного головы Ивана Денисовича Спешнева (1689 год), жил с братьями Ивашкой, Мишкой, Матюшкой и Великого Государя денежного оброку платил в год 31 алтын полторы деньги. Оброчный крестьянин Микитка Константинов сын Менщиков с братьев до Белого озера с истоку посеем вместо всех Белозерских слобод жителей в год платил 16 алтын 4 деньги.
В Ведомости Ялуторовского дистрикта Белозерской слободы от 25 января 1749 года указано, что в деревне Меншиковой 60 дворов, в которых крестьян, мужчин в возрасте от 18 до 50 лет — 100 человек, у них огнестрельного оружия было 16 винтовок (у Прокопья Меншикова, у Петра Меншикова, у Степана Кашина, у Ивана Меншикова, у Степана Корюкина, у Петра Болшакова, у Софрона Корюкина, у Ильи Меншикова, у Екима Меншикова, у Семиона Меншикова, у Семена Меншикова, у Федора Корюкина, у Ивана Бабушкина, у Петра Смолина, у Федора Бессонова и у Степана Медведева), 3 турки (у Митрея Меншикова, у Петра Корюкина и у Кондатья Меншикова), 3 глади (у Алексея Корюкина, у Степана Меншикова и у Григория Семейкина).
Во время Крестьянской войны под предводительством Емельяна Пугачёва в конце февраля 1774 года жители Белозерской слободы поддержали восставших. В марте 1774 года правительственные войска во главе с майором Георгием Эртманом заняли Белозерскую слободу.
Деревня входила в Белозерскую волость Курганского округа Тобольской губернии, со 2 июня 1898 года — Курганского уезда Тобольской губернии.
17 июня 1918 года добровольческий отряд совместно с белочехами (около 130 пеших и 15 конных) вышел из г. Кургана для преследования отряда красных под командованием председателя крестьянской секции курганского совдепа Дмитрия Егоровича Пичугина. Утром 18 июня отряд прибыл в с. Белозерское и оттуда двинулся к с. Усть-Суерскому. Красноармейцы были взяты в плен штаб-ротмистром Гусевым. Отряд забрав отнятое оружие (150 винтовок) и 21 пленного двинулись в обратный путь. Рядовые были отпущены, из них 5 решили вступить в добровольческий отряд. По дороге, 23 июня 1918 года, Д. Е. Пичугин и один из его соратников расстреляны.
Ночью 15 августа 1919 года красный 269-й Богоявленско-Архангельский полк, наступавший в авангарде, двигаясь по дорогам идущим севернее Илецко-Иковского бора, подошел к д. Обабково. Здесь отход белой армии прикрывал 5-й Сибирский казачий полк 2-й Сибирской казачьей дивизии под командованием войскового старшины П. И. Путинцева. 16 августа 1919 года казачий полк посотенно переправился через Тобол у дд. Корюкино, Меньшиково и остановился в д. Глубокая. Вечером 17 августа 1919 года два взвода красной Богоявленской сотни были направлены в район сел Иковское, Ачикуль, Белозерское. Разведчики прошли не занятое никем село Белозерское. 22 августа 1919 года, рота красного 269-го Богоявленско-Архангельского полка двинулась из д. Скопино на северный берег оз. Ачикуль, для окончательной очистки западного берега Тобола от белых, еще занимавших деревни Большой и Малый Заполой, Кузьмина и Меньшиково. 23 августа 1919 года команда конной разведки 263-го Красноуфимского полка, под командованием Хщоникова И.И, выйдя из с. Шмаково за озеро Ачикуль, выбила белую заставу из д.Меньшиково. Еще накануне, оставив позиции на окраине деревни, казаки отступили за реку Тобол. Уходя из д. Меньшиково, солдаты предварительно свалили каланчу, что бы лишить противника удобного наблюдательного пункта и переправили на противоположенный берег все лодки. Заметив подход красных, последняя застава, не принимая боя, подожгла мост и начала отход на д. Глубокое. Однако, меньшиковские крестьяне Александров Николай Михайлович, Ситников Семен Федорович, Приходько Георгий Федорович и другие, быстро потушили огонь, набросав новый настил. 24 августа 1919 года красный 269-й Богоявленско-Архангельский полк, без боя занял дд. Меньшиково, Боровское, Масляная, Баитово.
В 1919 году образован Менщиковский сельсовет. 29 июня 1964 переименован в Нижнетобольный сельсовет.
5 июня 1964 года Указом Президиума ВС РСФСР село Менщиково переименовано в Нижнетобольное.
В годы Советской власти жители села работали в колхозе им. Свердлова, затем в колхозе «Маяк».

## Население
| 1710 | 1782 | 1795  | 1816  | 1834 | 1850 | 1858 |
| ---- | ---- | ----- | ----- | ---- | ---- | ---- |
| 132  | ↗534 | ↘465  | ↗628  | ↗740 | ↗857 | ↘836 |
| 1868 | 1893 | 1912  | 1926  | 1989 | 2002 | 2010 |
| ↗871 | ↗989 | ↗1120 | ↘1016 | ↘617 | ↘496 | ↘393 |

Национальный состав
- По переписи населения 2002 года проживало 496 человек, из них русские  — 96 %.
- По переписи населения 1926 года проживало 1016 человек, из них русские 1010 чел., немцы 6 чел.

## Общественно-деловая зона
В 1987 году установлен Мемориальный ансамбль павшим воинам в годы Великой Отечественной войны. В центре ансамбля скульптура солдата. На заднем плане находится стела с барельефами боевых сражений. К ней примыкают мраморные плиты с фамилиями погибших в Великой Отечественной войне.